# Флотація руд
Флотація руд — флотація руд — природних мінеральних утворень, що містять метали та їх сполуки у кількостях та у вигляді, придатних і економічно доцільних для їх промислового використання.
Більшість застосовуваних на практиці принципових схем флотації монометалічних руд може бути представлена різними варіантами, що включають певне число стадій і циклів. Для зручності характеристики принципових схем збагачення прийнята умовна позначка у вигляді дробу, де в чисельнику вказується число стадій, у знаменнику — число циклів. Наприклад, схема 1/2 — одностадійна двоциклова.

## Монометалічні руди

### Схеми флотації монометалічних руд
Одностадійні схеми (рис. 1)

- одноциклова (1/1). Одержуваний за цією схемою промпродукт направляється не в самостійний цикл подрібнення, а повертається в цикл подрібнення руди;
- двоциклова (1/2) з роздільним збагаченням пісків і шламів.
Двостадійні схеми (рис. 2 і 3)

- одноциклова (2/1) з подрібненням промпродукту в окремому прийомі і поверненням його в цикл рудної флотації;
- двоциклова (2/2 а) з виділенням у першій стадії збагачення відвальних відходів і бідного концентрату, що направляється в другу стадію;
- двоциклова (2/2 б) з виділенням у першій стадії збагачення кондиційного концентрату і багатих відходів, що направляються в другу стадію;
- двоциклова (2/2 в) з виділенням у першій стадії кондиційного концентрату, відвальних відходів і промпродукту, що направляється в другу стадію;
- трициклова (2/3 а) з виділенням у першій стадії збагачення бід-ного чорнового концентрату, промпродукту й основної маси відвальних відходів. Чорновий концентрат і промпродукт направляють на подрібнення і другу стадію збагачення в окремих циклах;
- трициклова (2/3 б) з виділенням у першій стадії збагачення час-тини готового концентрату, частини відвальних відходів і промпродукту, що направляється в подрібнення і другу стадію збагачення.
Тристадійні схеми (рис. 4)
- трициклова (3/3 а) з виділенням у першій стадії збагачення час-тини готового концентрату і багатих відходів, що направляються в подрібнення і другу стадію. У другій стадії збагачення виділяється друга частина концентрату, основна маса відходів і промпродукт, що направляється в подрібнення і третю стадію збагачення;
- трициклова (3/3 б) з послідовним подрібненням промпродукту.

### Вибір принципової схеми флотації монометалічних руд
Вибір принципової схеми флотації монометалічних руд, а отже і число стадій збагачення, залежить головним чином від двох факторів: характеристики вкраплення корисного мінералу і здатності його та пустої породи до ошламлювання. З урахуванням зазначених особливостей корисних копалин і даних практики рекомендується використовувати наступні схеми флотації.
Корисний мінерал крупновкраплений і не схильний до ошламлювання. У цьому випадку кондиційний концентрат і відвальні відходи можуть бути отримані при грубому подрібненні. Для руд такого типу рекомендується одностадійна одноциклова схема 1/1.
Корисний мінерал крупновкраплений і легко переподрібнюється. Оптимальні результати збагачення будуть отримані при двостадійній двоцикловій схемі 2/2 б з виділенням у першій стадії (без зайвого ошламлювання) частини кондиційного концентрату. Багаті відходи першої стадії подрібнюються і направляються в другу стадію.
Аґреґатне вкраплення. У рудах з таким типом вкраплення корис-ний мінерал укладений у порівняно великі аґреґати, що являють собою тонкі зростки корисного мінералу з іншими мінералами. Для одержання кондиційних концентратів ці руди вимагають тонкого подрібнення, однак бідні відвальні відходи можуть бути отримані в першій стадії збагачення при грубому помелі, достатньому для звільнення аґреґатів. Отриманий у першій стадії бідний концентрат після подрібнення в окремому циклі направляється в другу стадію (схема 2/2 а).
У деяких випадках кращі технологічні показники збагачення руд з аґреґатним вкрапленням досягаються за двостадійною трицикловою схемою 2/3 а, у якій передбачені роздільні цикли подрібнення і флотації для бідного концентрату і промпродукту. Поліпшення технологічних показників у цьому випадку досягається за рахунок більш ретельного врахування умов процесу і вибору його режиму.
Корисний мінерал нерівномірно вкраплений. Руди з нерівномірним за крупністю вкрапленням корисного мінералу в практиці збагачення зустрічаються найчастіше.
Руди з подібним типом вкраплення треба збагачувати за двоста-дійною двоцикловою схемою 2/2 б. При порівняно грубому подрібненні руди в першій стадії частина корисного мінералу, яка знаходиться в більш крупних зернах, звільняється від зростків, що дає можливість вилучити її в багатий концентрат. Для одержання відвальних відходів потрібне більш тонке подрібнення, тому багаті відходи, отримані в першій стадії, після подрібнення направляються в другу стадію збагачення.
Якщо нерівномірно вкраплений мінерал піддається сильному ошламлюванню, то при переробці таких руд застосування стадійного збагачення особливо необхідне. У цьому випадку рекомендується три-стадійна схема 3/3 б з послідовним подрібненням відходів.
Якщо при нерівномірному вкрапленні частина корисного мінералу представлена надзвичайно дрібними виділеннями, рекомендується використовувати схему 3/3 а. У першій стадії в концентрат вилучають найбільш крупні зерна корисного мінералу і одержують багаті відходи. Відходи подрібнюють лише до крупності, що дозволяє одержати досить багаті зростки, які вилучають у промпродукт у другій стадії. Крім промпродукту, на другій стадії виділяють кондиційний концентрат і відвальні відходи. Промпродукт подрібнюють і збагачують на третій стадії.
Таким чином, флотація руд з нерівномірним вкрапленням вимагає застосування дво- і тристадійних схем збагачення. Найбільш економічними тристадійні схеми будуть у тому випадку, якщо корисний мінерал дуже ошламлюється.
Корисний мінерал дрібно і рівномірно вкраплений. У дійсності вкраплення мінералів у руді ніколи не буває цілком рівномірним, а поверхні зламу зерен у процесах дроблення і подрібнення проходять не тільки по контактах зрослих мінералів. Тому навіть при подрібненні руд, для яких характерне навіть порівняно рівномірне вкраплення, звільнення корисного мінералу відбувається поступово в міру підвищення ступеня подрібнення. З метою економії на подрібненні і зменшення ошламлювання руду цього типу варто подрібнювати до крупності, що забезпечує звільнення зі зростків лише частини корисного мінералу. Інша його частина може залишитися в зростках. Якщо вони досить багаті, вилучаються в промпродукт, який направляється в подрібнення і другу стадію збагачення. Для руд цього типу рекомендуються двостадійні схеми 2/1 і 2/2 в.
Складне і дуже нерівномірне вкраплення корисного мінералу. У рудах з таким характером вкраплення містяться різні за крупністю виділення корисного мінералу і аґреґати. Найбільш економічною для збагачення руд з таким вкрапленням буде тристадійна схема 3/3 а.
Руди, що містять багато первинних шламів і розчинних солей, які шкодять флотації. Первинні шлами звичайно виділяються після першого прийому подрібнення і збагачуються в окремому циклі, чим досягається поліпшення показників збагачення (схема 1/2).
Якщо первинні шлами мають високу флотаційну активність, то для їхнього відділення використовують попередню флотацію з невеликою витратою спінювача. Якщо первинні шлами погано флотуються самі і, крім того, шкодять флотації, їх після відділення направляють у відвал.

## Поліметалічні руди

### Схеми флотації поліметалічних руд
Залежно від складу поліметалічних руд при їхньому збагаченні може бути отримано два, три і більше концентратів. Можливі принципові схеми флотації поліметалічних руд розглянуті на прикладі руди, що містить чотири компоненти. Для збагачення поліметалічних руд можуть бути використані схеми (рис. 5):
- із прямою селективною флотацією (схема 1),
- із частковою колективною флотацією (схеми 2 і 3),
- із попередньою колективною флотацією (схеми 4, 5 і 6),
- із фракційною колективною флотацією (схема 7).
Головні відмінності цих схем полягають в числі циклів, через які проходить основний потік пульпи (що містить порожню породу).
У схемі 1 із прямою селективною флотацією відходи виділяють у третьому циклі збагачення, основний потік пульпи проходить три цикли.
У схемах 2 і 3 з частковою колективною флотацією основний потік пульпи проходить через два цикли збагачення.
У схемах 4, 5 і 6 з попередньою колективною флотацією основний потік пульпи проходить тільки один цикл збагачення.
Головною метою схем з попередньою колективною флотацією є відділення пустої породи у відходи, по можливості у крупному вигляді, у першому циклі збагачення.
Звичайно поліметалічні руди мають аґреґатне вкраплення, що дозволяє проводити колективну флотацію при більш грубому подрібненні руди в порівнянні із селективною флотацією. Після відділення в циклі колективної флотації основної маси порожньої породи одержують колективний концентрат, що являє собою багату поліметалічну руду, яку далі збагачують за схемами 1, 2 або 3.
У порівнянні зі схемами з прямою селективною і частковою колективною флотацією схеми з попередньою колективною флотацією мають ряд переваг:
- руда подрібнюється до крупності 45 — 55 % класу — 0,074 мм, а тонкому подрібненню до 60 — 80 % цього класу підлягає лише колективний концентрат, вихід якого невеликий; цим досягається економія на подрібненні:
- значно знижується витрата активаторів і депресорів;
- скорочується число використовуваних флотомашин.
Одержувана за схемами з попередньою колективною флотацією економія залежить від характеру вкраплення і вмісту корисних компо-нентів у руді. При крупному вкрапленні необхідний ступінь подрібнення руди при будь-якій схемі буде однаковим, тому що він визначається тільки розміром зерен, які можуть бути вилучені в пінний продукт. Для руд з аґреґатним вкрапленням економія на подрібненні може бути дуже значною. При збагаченні багатих руд вихід колективного концентрату, що направляється в тонке подрібнення і селективну флотацію, досить великий. Тому для багатих і крупновкраплених руд схема з попередньою колективною флотацією приносить меншу економію, ніж для бідних руд з аґреґатною вкрапленістю.
У порівнянні з повною колективною флотацією схеми з частковою колективною флотацією мають значно менші переваги, тому що:
- при застосуванні схем з частковою колективною флотацією тонкому подрібненню підлягає вся маса руди для руйнування зростків корисних мінералів з породними;
- основний потік пульпи проходить через два цикли флотації, у схемах же з повною колективною флотацією — тільки через один.
У схемі 7 фракційна колективна флотація дозволяє поліпшити результати збагачення руд, у яких флотаційна активність окремих різновидів одного й того ж мінералу різна. При одержанні з таких руд колективного концентрату для вилучення важкофлотованих різновидів у колективній флотації довелося б застосовувати активатор і витрачати значну кількість колектора, що викликало б утруднення при наступній селективній флотації колективного концентрату. При використанні схем із фракційною колективною флотацією ці труднощі усуваються.

### Вибір принципової схеми флотації поліметалічних руд
Залежно від мінералогічного складу і вмісту металів поліметалічні руди підрозділяються на чотири групи.
До першої групи відносять суцільні сульфідні руди з високим вмістом кольорових металів від 6 до 15 %. При цьому кольорові метали представлені в основному сульфідами.
Для збагачення руд цієї групи звичайно застосовується пряма селективна флотація. Найбільш раціональна ця схема в тому випадку, якщо відходи флотації багаті на сірку і можуть бути використані як сировина для виробництва сірчаної кислоти. При малому вмісті сірки у відходах флотації перевагу варто віддати схемі з попередньою колективною флотацією.
Другу групу представляють суцільні сульфідні руди з низьким вмістом кольорових металів (2 — 4 %) і високим вмістом сірки.
Для збагачення руд цієї групи найбільш оптимальною є схема з попередньою колективною флотацією сульфідів кольорових металів і одержанням багатих піритних відходів. При зниженому вмісті сірки в руді може бути рекомендована схема з попередньою колективною флотацією всіх сульфідів.
Третя група поєднує вкраплені поліметалічні руди з високим вмістом кольорових металів від 8 до 15 %.
При крупному вкрапленні корисних мінералів руди збагачують за схемою з прямою селективною флотацією. Для руд з аґреґатним вкрапленням більш економічна схема з попередньою колективною флотацією.
Четверта група представлена вкрапленими рудами з низьким вмістом кольорових металів (2 — 4 %) і високим вмістом піриту, що досягає 30 — 40 %.
Для збагачення руд цієї групи найбільш економічні схеми з попередньою колективною флотацією.

## Побудова схеми флотації в стадіях і циклах збагачення

Після вибору принципової схеми флотації намічають повну схему, і при цьому виникає необхідність у вирішенні двох питань: про число і послідовність операцій у кожному циклі збагачення і про вибір точок повернення промпродуктів у цикл.
Число і послідовність операцій в окремих циклах збагачення залежать головним чином від трьох умов — вмісту корисного мінералу в руді, вимог до якості концентрату, флотаційних властивостей корисного і породного мінералів.
Найпростіший цикл збагачення складається з однієї операції з одержанням одного кінцевого продукту. Така схема, наприклад, може застосовуватися при одержанні в першій стадії збагачення частини готового концентрату і багатих відходів, що направляються в другу стадію збагачення. При необхідності одержання двох кінцевих продуктів — кондиційного концентрату і відвальних відходів застосовують більш складні схеми флотації. Розвиток схеми може відбуватися як у напрямку збільшення числа контрольних операцій відходів, так і в напрямку збільшення числа перечищень концентрату або ж в обох напрямках одночасно. Залежно від вимог до якості концентрату і властивостей руди зустрічаються три типових випадки напрямку розвитку схеми збагачення:
- вміст корисного мінералу в руді — високий, кондиції на концентрат — знижені, порожня порода не флотоактивна. У цьому випадку може застосовуватися схема флотації без перечищень концентрату, але з контрольною флотацією відходів для підвищення вилучення корисного мінералу (рис. 6). Така схема зустрічається на деяких фабриках, що переробляють багаті руди кольорових металів, та вуглезбагачувальних;
- флотованість корисного мінералу — знижена, кондиції на концентрат — низькі. Для руд цього типу сфлотовані мінерали бажано швидко виводити з процесу, не піддаючи перечищенням. Схема набуває розвитку у напрямку збільшення числа контрольних флотацій (рис. 7 а). Така схема застосовується на деяких фабриках, що збагачують мідні і мідно-цинкові руди, тому що мідні сульфіди (ковелін, халькопірит) дуже ошламлюються і окиснюються, тому їх варто швидко виводити з процесу;
- вміст корисного мінералу в руді — низький, кондиції на концентрат — високі, флотованість корисного мінералу — добра. У цьому випадку схема одержує розвиток у напрямку збільшення числа перечищень концентрату (рис. 7 б).
Схема з одним перечищенням концентрату застосовується в тих випадках, коли не потрібно високого ступеня концентрації корисного компонента. Така схема часто зустрічається в циклах колективної флотації поліметалічних руд, а також в основному циклі флотації мідних руд.
Схеми з двома або трьома перечищеннями концентрату застосо-вуються при необхідності одержання вищого ступеня концентрації корисного мінералу або при підвищеній флотоактивності порожньої породи. При збагаченні поліметалічних руд такі схеми часто зустрічаються в циклах свинцевої і цинкової флотації.
Схеми з багаторазовими перечищеннями використовують у практиці збагачення молібденових і графітових руд.
Вибір точок повернення промпродукту залежить від необхідної якості концентрату, флотаційних властивостей мінералу, наявності в промпродукті зростків, його виходу і розрідженості.
Схеми флотації, наведені на рис. 8, відрізняються лише точками повернення промпродукту.
За схемою а (рис.8) промпродукт із наступної операції повертається в попередню, а за схемою б промпродукти поєднуються і направляються в основну флотацію. Схема а в порівнянні зі схемою б дозволить одержати концентрат гіршої якості, але при вищому вилученні корисного мінералу. Отже, чим більше число перечищень, тим якість концентрату вища, а вилучення нижче. З іншого боку, чим менше число операцій відокремлює точку повернення промпродукту від точки одержання кінцевого концентрату, тим вище вилучення, але нижча якість концентрату.
При високих кондиціях на концентрат і добрій флотованості корисного мінералу, а також при необхідності підвищити якість концентрату за рахунок деякого зниження вилучення промпродукти декількох операцій перечищення концентрату можуть бути об'єднані і спрямовані в основну флотацію. Такі фрагменти схем зустрічаються при флотації молібденових, графітових і сірчаних руд.
При знижених кондиціях на концентрат, недостатньо високій флотоактивності корисних мінералів, а також при необхідності підвищити вилучення за рахунок деякого зниження якості концентрату застосовують схему з поверненням промпродуктів з кожної наступної операції в попередню. На практиці такі схеми зустрічаються найчастіше, тому що вони забезпечують не тільки вище вилучення корисного мінералу, але й полегшують компонування флотомашин.
Вибір точок повернення промпродукту рекомендується здійснювати таким чином, щоб вмісти корисного мінералу в продуктах, що змішуються, були близькі. Однак при цьому варто враховувати розрідженість промпродукту, вміст у ньому реаґентів, наявність зростків, важкофлотованих і окиснених зерен. Повернення промпродукту в операцію основної флотації без врахування цих факторів може привести до порушення технологічного процесу і зниження вилучення корисного мінералу. У цьому випадку промпродукт флотують в окремому циклі. Якщо промпродукт містить багато зростків, його подрібнюють, якщо він обводнений, згущають.